# Sabriel
Sabriel é um romance de fantasia escrito por Garth Nix, publicado pela primeira vez em 1995. É o primeiro de sua série de livros Old Kingdom.